# マルティヌーボフ (小惑星)
マルティヌーボフ (3081 Martinůboh) は小惑星帯に位置する小惑星。チェコの天文学者ルボシュ・コホーテクが発見した。
チェコの作曲家のボフスラフ・マルティヌー（Bohuslav Martinů、1890年 - 1959年）から命名された。